# Out in the Dark
Out in the Dark (bra:Além da Fronteira) é um filme israelense de drama e temática LGBT, lançado em 2012, e exibido inicialmente pelo Festival Internacional de Cinema de Toronto. O filme conta a história da relação entre Roy, um advogado israelense, e Nimer, um estudante palestino de psicologia. A obra foi escrita, dirigida, e produzida por Michael Mayer, com co-produção de Lihu Roter, e co-escrita por Yael Shafrir. Apresenta os atores Nicholas Jacob, e Michael Aloni nos papéis principais.   

## Recepção
No agregador de críticas Rotten Tomatoes, que categoriza as opiniões apenas como positivas ou negativas, o filme tem um índice de aprovação de 79% calculado com base em 29 comentários dos críticos. Por comparação, com as mesmas opiniões sendo calculadas usando uma média aritmética ponderada, a nota é 6.80/10.
 Já no agregador Metacritic, que calcula as notas usando somente uma média aritmética ponderada a partir das avaliações de 12 críticos que escrevem em maioria para a imprensa tradicional, o filme tem uma pontuação de 69 entre 100, com a indicação de "avaliações geralmente favoráveis".